# Musa salaccensis
Musa salaccensis là một loài thực vật có hoa trong họ Musaceae. Loài này được Zoll. ex Backer miêu tả khoa học đầu tiên năm 1924.